# RNF32
RNF32 (англ. Ring finger protein 32) – білок, який кодується однойменним геном, розташованим у людей на короткому плечі 7-ї хромосоми. Довжина поліпептидного ланцюга білка становить 362 амінокислот, а молекулярна маса — 41 516.
| 10         |  | 20         |  | 30         |  | 40         |  | 50         |
| ---------- |  | ---------- |  | ---------- |  | ---------- |  | ---------- |
| MLKNKGHSSK |  | KDNLAVNAVA |  | LQDHILHDLQ |  | LRNLSVADHS |  | KTQVQKKENK |
| SLKRDTKAII |  | DTGLKKTTQC |  | PKLEDSEKEY |  | VLDPKPPPLT |  | LAQKLGLIGP |
| PPPPLSSDEW |  | EKVKQRSLLQ |  | GDSVQPCPIC |  | KEEFELRPQV |  | LLSCSHVFHK |
| ACLQAFEKFT |  | NKKTCPLCRK |  | NQYQTRVIHD |  | GARLFRIKCV |  | TRIQAYWRGC |
| VVRKWYRNLR |  | KTVPPTDAKL |  | RKKFFEKKFT |  | EISHRILCSY |  | NTNIEELFAE |
| IDQCLAINRS |  | VLQQLEEKCG |  | HEITEEEWEK |  | IQVQALRRET |  | HECSICLAPL |
| SAAGGQRVGA |  | GRRSREMALL |  | SCSHVFHHAC |  | LLALEEFSVG |  | DRPPFHACPL |
| CRSCYQKKIL |  | EC         |  |            |  |            |  |            |

A: Аланін

C: Цистеїн

D: Аспарагінова кислота

E: Глутамінова кислота

F: Фенілаланін

G: Гліцин

H: Гістидин

I: Ізолейцин

K: Лізин

L: Лейцин

M: Метіонін

N: Аспарагін

P: Пролін

Q: Глутамін

R: Аргінін

S: Серин

T: Треонін

V: Валін

W: Триптофан

Задіяний у такому біологічному процесі, як альтернативний сплайсинг. 
Білок має сайт для зв'язування з іонами металів, іоном цинку. 
Локалізований у цитоплазмі.